# دریسا دیاکیته
دریسا دیاکیته (انگلیسی: Drissa Diakité؛ زادهٔ ۱۸ فوریهٔ ۱۹۸۵) بازیکن فوتبال اهل مالی است.
از باشگاه‌هایی که در آن بازی کرده است می‌توان به باشگاه فوتبال یونیکوس، باشگاه فوتبال مولودیه الجزایر، باشگاه فوتبال نیس، باشگاه فوتبال المپیاکوس، باشگاه ورزشی جولیبا، و باشگاه فوتبال باستیا اشاره کرد.
وی همچنین در تیم ملی فوتبال مالی بازی کرده است.